# Handels- och finansexpeditionen
Handels- och finansexpeditionen var en svensk statsexpedition, ursprungligen upprättad 1773, då den utbröts ur civilexpeditionen. Till dess frågor fördes bland annat myntväsendet, penning- och finanspolitik, bankoverket, och handel.
Åren 1793–1809, under gustavianska enväldet, låg expeditionen nere, men återupprättades i och med statskuppen 1809. I och med departementalreformen 1840 delades dess frågor upp mellan civil- och finansdepartementet. Chef för expeditionen var dess statssekreterare.

## Statssekreterare fr.o.m.statskuppen 1809
- 1809-1811: Hans Järta
- 1811-1812: Gustaf Fredrik Wirsén
- 1812-1815: Adolf Göran Mörner
- 1815-1816: Hans Järta
- 1816-1817: Johan Julius Fredenstam
- 1817-1821: Carl Peter af Klintberg
- 1821-1838: Carl David Skogman
- 1838-1840: Sven Munthe